# Podarcis
Podarcis är ett släkte i familjen egentliga ödlor (Lacertidae). Arterna i släktet liknar halsbandsödlor (Lacerta) och räknades före 1970 till detta släkte.
De flesta arter av Podarcis förekommer vid Medelhavet eller i Sydvästasien. Murödlan (Podarcis muralis) finns dessutom i Schweiz, Österrike och Tyskland. Flera arter är endemiska på vissa Medelhavsöar eller har ett mindre utbredningsområde.

## Arter (urval)
- Murödla (Podarcis muralis)
- Ruinödla (Podarcis sicula)
- Podarcis carbonelli
- Kykladisk murödla (Podarcis erhardii)
- Maltesisk murödla (Podarcis filfolensis)
- Podarcis gaigeae
- Podarcis hispanica
- Balearödla (Podarcis lilfordi)
- Podarcis liolepis
- Adriatisk ödla (Podarcis melisellensis)
- Milosödla (Podarcis milensis)
- Peloponnesisk ödla (Podarcis peloponnesiaca)
- Pituysisk murödla (Podarcis pityusensis)
- Taurisk murödla (Podarcis taurica)
- Tyrrensk murödla (Podarcis tiliguerta)
- Siciliansk murödla (Podarcis wagleriana)